# Tichý Američan
Tichý Američan (v anglickém originále The Quiet American) je román anglického spisovatele Grahama Greenea z roku 1955. V češtině poprvé vyšel v roce 1957 v nakladatelství Mladá fronta, podruhé o dva roky později (Naše vojsko), v obou případech v překladu Jiřího Valji. Kniha je vyprávěna z pohledu anglického novináře Thomase Fowlera a odehrává se ve Vietnamu během Indočínské války v době, kdy upadá francouzská koloniální nadvláda a začínají se angažovat Spojené státy americké. Převážná část děje probíhá v Saigonu. Děj sleduje milostný trojúhelník mezi Fowlerem, americkým agentem Aldenem Pylem a vietnamskou dívkou Phuong. Podle knihy byly natočeny dva filmy, první v roce 1958 v režii Josepha L. Mankiewicze a druhý v roce 2002 v režii Phillipa Noyce.